# Métairies-Saint-Quirin

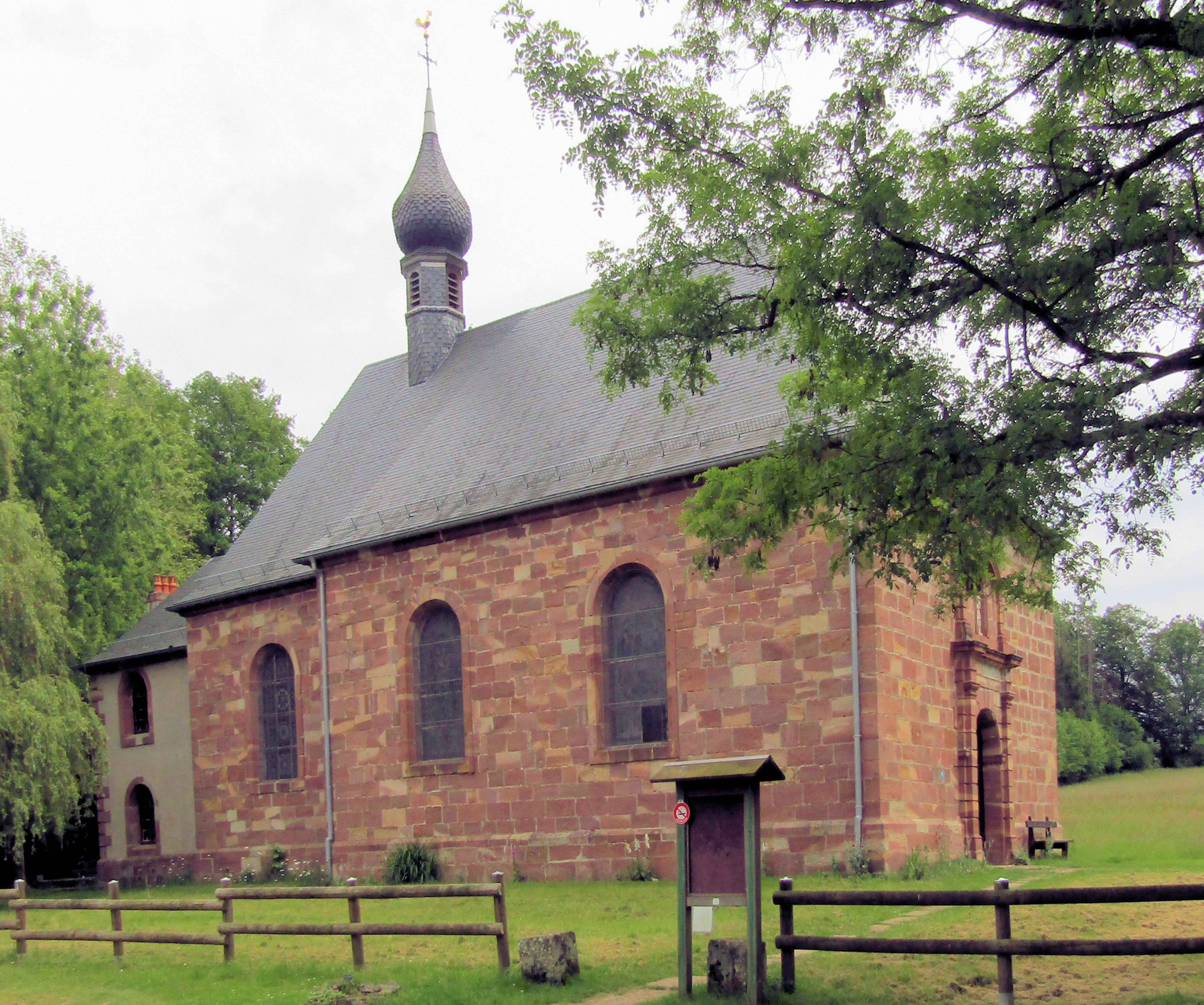
Kapelle Notre-Dame-de-Lhor

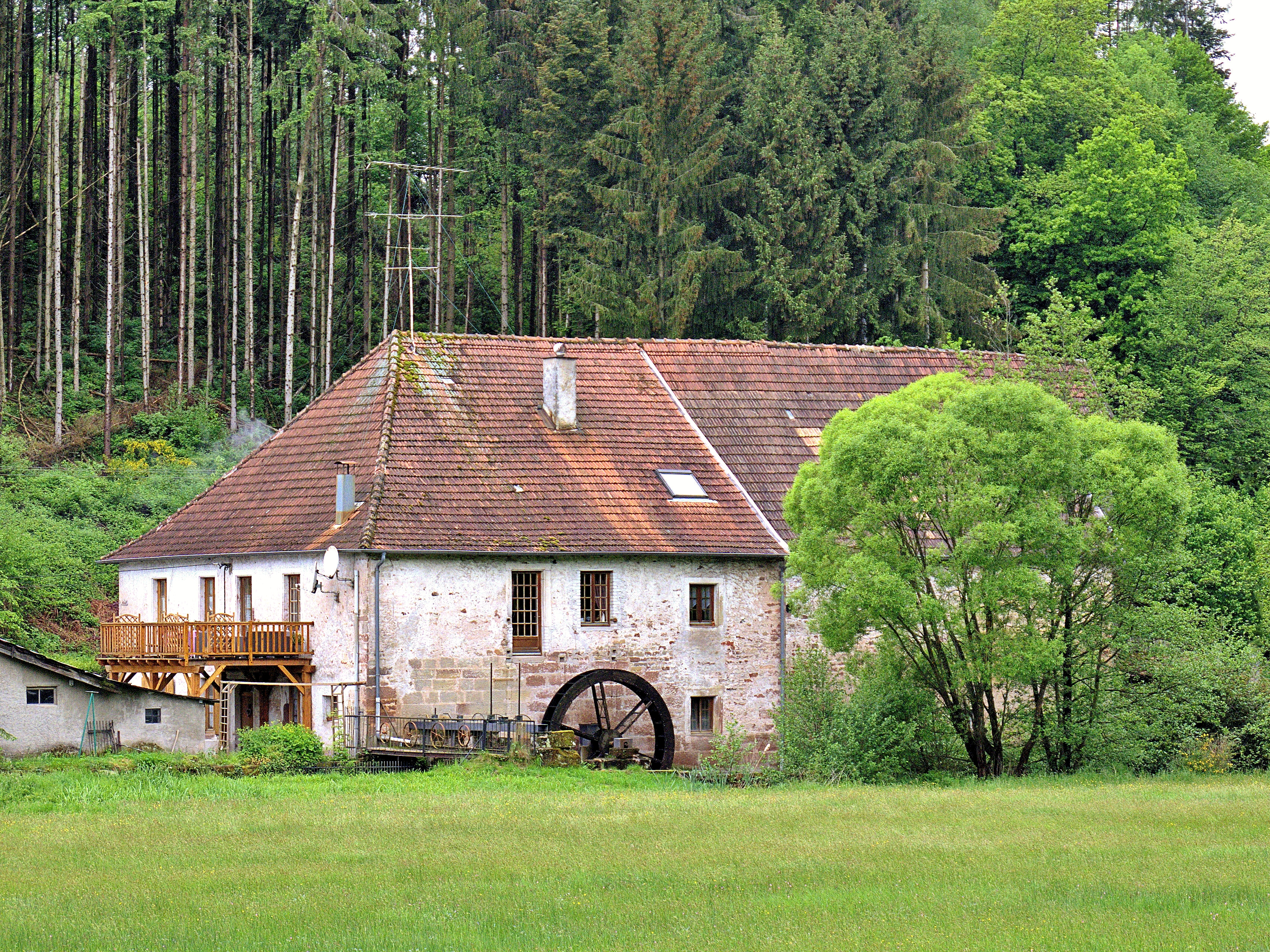
Ehemalige Wassermühle im Ortsteil Cubolot

Métairies-Saint-Quirin ist eine französische Gemeinde mit 274 Einwohnern (Stand 1. Januar 2022) im Département Moselle in der Region Grand Est (bis 2015 Lothringen).

## Geographie
Die Gemeinde ohne einen festen Kernort liegt im historischen Lothringen, etwa vier Kilometer nordwestlich des Ortszentrums von Saint-Quirin (Sankt Quirin) und neun Kilometer südlich von Sarrebourg (Saarburg).
Das Gemeindegebiet reicht von der Weißen Saar im Westen über das Tal der Heille (Halle) bis zur Roten Saar, die die nordöstliche Gemeindegrenze bildet. Das Rathaus befindet sich im Ortsteil Cubolot.
Zur Gemeinde Métairies-Saint-Quirin gehören die Ortsteile
- Créon (dt. früher Kreonweiler)[1] im Osten,
- Cubolot (dt. Kubelott)[1] im Norden,
- Haute-Gueisse (dt. Obergeisse)[1] im Norden,
- Halmoze (dt. Halmos)[1] im Westen,
- Heille (dt. Halle)[2] im Süden,
- Jean Limon (dt. Limonsweiler)[1] im Osten,
- Le Rond-Pré (dt. Rondorf)[1] im Nordwesten und
- Lhor (dt. Lohr)[1] mit der Kapelle im Süden.

## Geschichte
Bei dem Ort verlief einst die alte Römerstraße, die von Lorquin (Lörchingen) nach St. Quirin führte. Die Ortschaft, deren Namen man mit St. Quiriner Pachthöfe übersetzen kann, gehörte früher zum Bistum Metz.
Auf dem Gemeindewappen werden neun goldene Kugeln als Attribut des Hl. Quirinus dargestellt; der grüne Grund symbolisiert die Wiesen der Kleinbauern.
Durch den Frankfurter Frieden vom 10. Mai 1871 kam die Region an das deutsche Reichsland Elsaß-Lothringen, und das Dorf wurde dem Kreis Saarburg im Bezirk Lothringen zugeordnet. Die Dorfbewohner verrichteten zum Teil Arbeiten in Betrieben der benachbarten Ortschaften. Am Ort gab es eine Porzellanfabrik, eine Ziegelei, einen Steinbruch und zwei Mühlen.
Am 2. September 1915 erhielt Métairies-Saint-Quirin durch kaiserlichen Erlass den amtlichen deutschen Namen Quirinsweiler.
Nach dem Ersten Weltkrieg wurde die Region 1918 von französischen Truppen besetzt und musste aufgrund der Bestimmungen des Versailler Vertrags 1919 an Frankreich abgetreten werden. Quirinsweiler wurde wieder in Métairies-Saint-Quirin umbenannt. Im Zweiten Weltkrieg wurde die Region im Rahmen des Westfeldzugs von der deutschen Wehrmacht besetzt und anschließend unter deutsche Zivilverwaltung gestellt. Von 1940 bis zur Rückeroberung durch die Westalliierten 1944 trug der Ort erneut den eingedeutschten Namen Quirinsweiler.

### Bevölkerungsentwicklung
| Jahr      | 1962 | 1968 | 1975 | 1982 | 1990 | 1999 | 2010 | 2021 |
| Einwohner | 269  | 247  | 208  | 233  | 251  | 259  | 303  | 276  |

## Belege
1. 1 2 3 4 5 6 7  Topographische Karte 1:25.000 (7308) Albertschweiler / Abreschviller [vor 1945, Meßtischblatt]. In: Landkartenarchiv.de. Abgerufen am 19. August 2023.
2. ↑  Karte des Deutschen Reichs 1:100.000 (601) Sarrebourg in Frankreich [1908]. In: Landkartenarchiv.de. Abgerufen am 17. August 2023.
3. ↑  Franz Xaver Kraus: Kunst und Alterthum in Elsass-Lothringen. Beschreibende Statistik. Band III: Kunst und Althertum in Lothringen, Friedrich Bull, Straßburg 1886, S. 325 (books.google.de).
4. 1 2   Eugen H. Th. Huhn: Deutsch-Lothringen. Landes-, Volks- und Ortskunde, Stuttgart 1875, S. 453 (google.books.de).
5. ↑  Wappenbeschreibung auf genealogie.lorraine.fr (französisch)
6. ↑  Georg Lang: Der Regierungs-Bezirk Lothringen. Statistisch-topographisches Handbuch, Verwaltungs-Schematismus und Adressbuch, Metz 1874, S. 166 (books.google.de).
7. ↑  Peter Paulin: Die Ortsnamenverdeutschung in Elsaß-Lothringen. In: Paul Langhans (Hrsg.): Dr. A. Petermanns Mitteilungen aus Justus Perthes Geographischer Anstalt. 62. Jahrgang. Justus Perthes, Gotha 1916, S. 127.